# ناهنجاری پراکسی‌زومی
ناهنجاری پراکسی‌زومی نشان‌دهنده دسته‌ای از شرایط پزشکی ناشی از نقص در عملکرد پراکسی‌زوم است. این ممکن است به دلیل نقص در آنزیم‌های منفرد مهم برای عملکرد پراکسی‌زوم یا در پروکسین‌ها، پروتئین‌های کدگذاری‌شده توسط ژن‌های PEX که برای مونتاژ طبیعی پراکسی‌زوم و بیوژنز حیاتی هستند، ایجاد شود.

## ناهنجاری‌های بیوژنز پراکسی‌زوم
ناهنجاری‌های بیوژنز پراکسی‌زوم (PBDs) شامل طیف سندرم زلوگر (PBD-ZSD) و کندرودیسپلازی پوکتاتای ریزوملیک نوع 1 (RCDP1) است. PBD-ZSD نشان‌دهنده مجموعه‌ای از ناهنجاری‌ها از جمله بیماری رفسوم نوزادی، آدرنولوکودیستروفی نوزادان و سندرم زلوگر است. در مجموع، PBDها ناهنجاری رشد مغزی اتوزومی مغلوب هستند که سبب بدشکلی اسکلتی و جمجمه-صورتی، اختلال عملکرد کبد، کاهش شنوایی حسی عصبی پیش‌رونده و رتینوپاتی می‌شوند.